# چوکووزر
چوکووزر (به بلغاری: Chukovezer) یک منطقهٔ مسکونی در بلغارستان است که در استان صوفیه واقع شده‌است.